# Општина Тамијава (Веракруз)
Тамијава (шп. Tamiahua) општина је у Мексику у савезној држави Веракруз. Општина се налази на надморској висини од 1 м.

## Становништво
Према подацима из 2010. у општини је живело 23588 становника.

### Хронологија
| Година       | 2000                  | 2005                  | 2010                  |
| ------------ | --------------------- | --------------------- | --------------------- |
| Становништво | 26306 (13341 / 12965) | 23984 (12046 / 11938) | 23588 (11841 / 11747) |

### Попис
| \| \| м \| \| \| ж \| \| 0—2 \| 440 \| \| \| 425 \| \| 3—5 \| 555 \| \| \| 535 \| \| 6—11 \| 1.387 \| \| \| 1.344 \| \| 12—14 \| 803 \| \| \| 763 \| \| 15—17 \| 797 \| \| \| 774 \| \| 18—24 \| 1.148 \| \| \| 1.043 \| \| 60+ \| 1.911 \| \| \| 1.844 \| \| Просек : \| 31,9 \| \| \| 32,3 \| |       |  |  |       |
| |       |  |  |       |
| | м     |  |  | ж     |
| 0—2 | 440   |  |  | 425   |
| 3—5 | 555   |  |  | 535   |
| 6—11 | 1.387 |  |  | 1.344 |
| 12—14 | 803   |  |  | 763   |
| 15—17 | 797   |  |  | 774   |
| 18—24 | 1.148 |  |  | 1.043 |
| 60+ | 1.911 |  |  | 1.844 |
| Просек : | 31,9  |  |  | 32,3  |

| #   | Индикатор                                                                                        | Вредност |
| --- | ------------------------------------------------------------------------------------------------ | -------- |
| 1   | Становништво од 0 до 2 године                                                                    | 865      |
| 2   | Мушко становништво од 0 до 2 године                                                              | 440      |
| 3   | Женско становништво од 0 до 2 године                                                             | 425      |
| 4   | Становништво са 3 и више година                                                                  | 22700    |
| 5   | Мушко становништво са 3 и више година                                                            | 11392    |
| 6   | Женско становништво са 3 и више година                                                           | 11308    |
| 7   | Становништво са 5 и више година                                                                  | 22017    |
| 8   | Мушко становништво са 5 и више година                                                            | 11044    |
| 9   | Женско становништво са 5 и више година                                                           | 10973    |
| 10  | Становништво са 12 и више година                                                                 | 18879    |
| 11  | Мушко становништво са 12 и више година                                                           | 9450     |
| 12  | Женско становништво са 12 и више година                                                          | 9429     |
| 13  | Становништво са 15 и више година                                                                 | 17313    |
| 14  | Мушко становништво са 15 и више година                                                           | 8647     |
| 15  | Женско становништво са 15 и више година                                                          | 8666     |
| 16  | Становништво са 18 и више година                                                                 | 15742    |
| 17  | Мушко становништво са 18 и више година                                                           | 7850     |
| 18  | Женско становништво са 18 и више година                                                          | 7892     |
| 19  | Становништво од 3 до 5 година                                                                    | 1090     |
| 20  | Мушко становништво од 3 до 5 година                                                              | 555      |
| 21  | Женско становништво од 3 до 5 година                                                             | 535      |
| 22  | Становништво од 6 до 11 година                                                                   | 2731     |
| 23  | Мушко становништво од 6 до 11 година                                                             | 1387     |
| 24  | Женско становништво од 6 до 11 година                                                            | 1344     |
| 25  | Становништво од 8 до 14 година                                                                   | 3507     |
| 26  | Мушко становништво од 8 до 14 година                                                             | 1783     |
| 27  | Женско становништво од 8 до 14 година                                                            | 1724     |
| 28  | Становништво од 12 до 14 година                                                                  | 1566     |
| 29  | Мушко становништво од 12 до 14 година                                                            | 803      |
| 30  | Женско становништво од 12 до 14 година                                                           | 763      |
| 31  | Становништво од 15 до 17 година                                                                  | 1571     |
| 32  | Мушко становништво од 15 до 17 година                                                            | 797      |
| 33  | Женско становништво од 15 до 17 година                                                           | 774      |
| 34  | Становништво од 18 до 24 године                                                                  | 2191     |
| 35  | Мушко становништво од 18 до 24 године                                                            | 1148     |
| 36  | Женско становништво од 18 до 24 године                                                           | 1043     |
| 37  | Женско становништво од 15 до 49 година                                                           | 5565     |
| 38  | Становништво са 60 и више година                                                                 | 3755     |
| 39  | Мушко становништво са 60 и више година                                                           | 1911     |
| 40  | Женско становништво са 60 и више година                                                          | 1844     |
| 41  | Однос између мушкараца и жена                                                                    | 100.8    |
| 42  | Становништво од нуле до 14 година                                                                | 6252     |
| 43  | Становништво од 15 до 64 године                                                                  | 14674    |
| 44  | Становништво од 65 година и више                                                                 | 2639     |
| 45  | Просечан број деце                                                                               | 3.12     |
| 46  | Становништво рођено у ентитету                                                                   | 22284    |
| 47  | Мушко становништво рођено у ентитету                                                             | 11206    |
| 48  | Женско становништво рођено у ентитету                                                            | 11078    |
| 49  | Становништво рођено у другом ентитету                                                            | 1230     |
| 50  | Мушко становништво рођено у другом ентитету                                                      | 597      |
| 51  | Женско становништво рођено у другом ентитету                                                     | 633      |
| 52  | Становништво од 5 година и више резидентно у ентитету у јуну 2005. године                        | 21100    |
| 53  | Мушко становништво старосног доба од 5 година и више, резидентно у ентитету у јуну 2005. године  | 10561    |
| 54  | Женско становништво старосног доба од 5 и више година, резидентно у ентитету у јуну 2005. године | 10539    |
| 55  | Становништво од 5 година и више које је живело у другом ентитету у јуну 2005. године             | 798      |
| 56  | Мушко становништво старије од 5 година које је живело у другом ентитету у јуну 2005. године      | 412      |
| 57  | Женско становништво старије од 5 година које је живело у другом ентитету у јуну 2005. године     | 386      |
| 58  | Становништво од 3 године и више које говори аутохтони језик                                      | 243      |
| 59  | Мушко становништво старо 3 године и више које говори аутохтони језик                             | 129      |
| 60  | Женско становништво старо 3 године и више које говори аутохтони језик                            | 114      |
| 61  | Становништво од 3 године и више које говори аутохтони језик и не говори шпански језик            | 2        |
| 62  | Мушко становништво старо 3 године и више које говори аутохтони језик и не говори шпански         | 1        |
| 63  | Женско становништво старо 3 године и више које говори аутохтони језик и не говори шпански језик  | 1        |
| 64  | Становништво старо 3 године и више које говори аутохтони језик и шпански                         | 226      |
| 65  | Мушко становништво старо 3 године и више које говори аутохтони језик и шпански                   | 117      |
| 66  | Женско становништво старо 3 године и више које говори аутохтони језик и шпански                  | 109      |
| 67  | Становништво од 5 година и више које говори аутохтони језик                                      | 241      |
| 68  | Становништво од 5 година и више које говори аутохтони језик и не говори шпански језик            | 2        |
| 69  | Становништво од 5 година и више које говори аутохтони језик и говори шпански језик               | 224      |
| 70  | Становништво у домородачким домаћинствима                                                        | 493      |
| 71  | Становништво са ограничењима у активностима                                                      | 1071     |
| 72  | Становништво са ограниченим ходањем или кретањем, горе или доле                                  | 495      |
| 73  | Становници са ограничењима вида, чак и уз кориштење сочива                                       | 297      |
| 74  | Становништво са ограничењима говора, комуникације или конверзације                               | 111      |
| 75  | Становништво са ограниченим слухом                                                               | 111      |
| 76  | Становништво са ограничењима при одевању, купању или јелу                                        | 67       |
| 77  | Становништво са ограничењима у опажању или учењу једноставних ствари                             | 56       |
| 78  | Становништво са менталним ограничењима                                                           | 171      |
| 79  | Становништво без ограничења активности                                                           | 22399    |
| 80  | Становништво од 3 до 5 година које не похађа школу                                               | 494      |
| 81  | Мушко становништво од 3 до 5 година које не похађа школу                                         | 243      |
| 82  | Женско становништво од 3 до 5 година које не похађа школу                                        | 251      |
| 83  | Становништво од 6 до 11 година које не похађа школу                                              | 44       |
| 84  | Мушко становништво од 6 до 11 година које не похађа школу                                        | 22       |
| 85  | Женско становништво од 6 до 11 година које не похађа школу                                       | 22       |
| 86  | Становништво од 12 до 14 година које не похађа школу                                             | 63       |
| 87  | Мушко становништво од 12 до 14 година које не похађа школу                                       | 39       |
| 88  | Женско становништво од 12 до 14 година које не похађа школу                                      | 24       |
| 89  | Становништво од 15 до 17 година похађа школу                                                     | 1328     |
| 90  | Мушко становништво од 15 до 17 година похађа школу                                               | 676      |
| 91  | Женско становништво између 15 и 17 година живота у школи                                         | 652      |
| 92  | Становништво од 18 до 24 године похађа школу                                                     | 663      |
| 93  | Мушко становништво од 18 до 24 године похађа школу                                               | 353      |
| 94  | Женско становништво од 18 до 24 године похађа школу                                              | 310      |
| 95  | Становништво од 8 до 14 година које не може да чита и пише                                       | 111      |
| 96  | Мушко становништво старосног доба од 8 до 14 година које не може да чита и пише                  | 72       |
| 97  | Женско становништво старосног доби од 8 до 14 година које не може да чита и пише                 | 39       |
| 98  | Становништво од 15 година и више које је неписмено                                               | 2186     |
| 99  | Мушко становништво од 15 година и више које је неписмено                                         | 887      |
| 100 | Женско становништво од 15 година и више које је неписмено                                        | 1299     |
| 101 | Становништво старо 15 и више година без школовања                                                | 1770     |
| 102 | Мушко становништво старо 15 и више година без школовања                                          | 733      |
| 103 | Женско становништво старо 15 и више година без школовања                                         | 1037     |
| 104 | Становништво старосног доба 15 и више година са непотпуним основним образовањем                  | 4810     |
| 105 | Мушко становништво старосног доба од 15 година и више са непотпуном основним образовањем         | 2480     |
| 106 | Женско становништво старосног доба 15 и више година са непотпуном основним образовањем           | 2330     |
| 107 | Становништво старо 15 и више година са комплетним основним образовањем                           | 3651     |
| 108 | Мушко становништво старо 15 година и више са комплетним основним образовањем                     | 1784     |
| 109 | Женско становништво старо 15 и више година са комплетним основним образовањем                    | 1867     |
| 110 | Становништво старосног доба 15 и више година са непотпуним средњим образовањем                   | 846      |
| 111 | Мушко становништво старосног доба од 15 година и више са непотпуним средњим образовањем          | 465      |
| 112 | Женско становништво старосног доба од 15 година и више са непотпуним средњим образовањем         | 381      |
| 113 | Становништво старо 15 и више година са пуним секундарном образовањем                             | 3041     |
| 114 | Мушко становништво старосног доба од 15 година и више са пуним секундарном образовањем           | 1552     |
| 115 | Женско становништво старосног доба од 15 година и више са пуним секундарном образовањем          | 1489     |
| 116 | Становништво старије од 18 година са постосновним образовањем                                    | 2596     |
| 117 | Мушко становништво старије од 18 година са постосновним образовањем                              | 1347     |
| 118 | Женско становништво старије од 18 година са постосновним образовањем                             | 1249     |
| 119 | Просечна оцена школовања                                                                         | 6.28     |
| 120 | Просечан ниво образовања мушке популације                                                        | 6.4      |
| 121 | Просечан ниво образовања женског становништва                                                    | 6.17     |
| 122 | Економски активно становништво                                                                   | 8189     |
| 123 | Економски активна мушка популација                                                               | 6809     |
| 124 | Економски активна женска популација                                                              | 1380     |
| 125 | Становништво које није економски активно                                                         | 10598    |
| 126 | Мушко становништво које није економски активно                                                   | 2581     |
| 127 | Женско становништво које није економски активно                                                  | 8017     |
| 128 | Запослено становништво                                                                           | 8078     |
| 129 | Запослено мушко становништво                                                                     | 6718     |
| 130 | Запослено женско становништво                                                                    | 1360     |
| 131 | Незапослена популација                                                                           | 111      |
| 132 | Незапослена мушка популација                                                                     | 91       |
| 133 | Незапослена женска популација                                                                    | 20       |
| 134 | Становништво без права на здравствене услуге                                                     | 10305    |
| 135 | Становништво које има право на здравствене услуге                                                | 13235    |
| 136 | Становништво које има право на ИМСС                                                              | 3293     |
| 137 | Становништво које има право на социјално осигурање                                               | 926      |
| 138 | Становништво које има право на државно социјално осигурање                                       | 10       |
| 139 | Становништво које има право на опште осигурање или здравствено осигурање за нову генерацију      | 8685     |
| 140 | Становништво које је било једном или није било у браку током 12 година и више                    | 6256     |
| 141 | Венчано или уједињено становништво од 12 година и више                                           | 10936    |
| 142 | Становништво које је било у браку или уједињено 12 година и више                                 | 1670     |
| 143 | Становништво са католичком религијом                                                             | 19933    |
| 144 | Протестанти, еванђелисти и библијски следбеници различити од еванђелиста                         | 2088     |
| 145 | Становништво са другим религијама различитим од претходних                                       | 26       |
| 146 | Становништво без религије                                                                        | 1320     |
| 147 | Укупно пописаних домаћинства                                                                     | 6587     |
| 148 | Пописна домаћинства на челу са мушкарцима                                                        | 5488     |
| 149 | Пописна домаћинства на челу са женама                                                            | 1099     |
| 150 | Становништво у пописним домаћинствима                                                            | 23573    |
| 151 | Становништво у пописним домаћинствима на челу са мушкарцима                                      | 20578    |
| 152 | Становништво у пописним домаћинствима на челу са женама                                          | 2995     |
| 153 | Укупно домаћинстава                                                                              | 7837     |
| 154 | Укупно насељених домаћинстава                                                                    | 6592     |
| 155 | Укупно приватних кућа                                                                            | 7832     |
| 156 | Насељени приватни домови                                                                         | 6587     |
| 157 | Укупно насељених приватних кућа                                                                  | 6592     |
| 158 | Ненасељене приватне куће                                                                         | 567      |
| 159 | Појединачна домаћинства за привремену употребу                                                   | 678      |
| 160 | Становници у насељеним приватним кућама                                                          | 23573    |
| 161 | Насељеност станара у приватним становима                                                         | 3.58     |
| 162 | Просечно становника по соби у приватним насељеним домаћинствима                                  | 1.18     |
| 163 | Појединачна домаћинства са подовима од различитих материјала од земље                            | 5590     |
| 164 | Појединачна домаћинства у приземљу                                                               | 976      |
| 165 | Појединачна домаћинства са једном спаваћом собом                                                 | 2895     |
| 166 | Појединачна домаћинства са две спаваће собе и више                                               | 3680     |
| 167 | Појединачна домаћинства са једним собом                                                          | 978      |
| 168 | Појединачна домаћинства са две собе                                                              | 1540     |
| 169 | Појединачна домаћинства са 3 собе и више                                                         | 4054     |
| 170 | Појединачна домаћинства која имају електрично светло                                             | 6303     |
| 171 | Појединачна домаћинства која немају електрично светло                                            | 267      |
| 172 | Појединачна домаћинства која имају водоводну воду у стамбеном простору                           | 2263     |
| 173 | Појединачна домаћинства која немају водоводну воду у стамбеном простору                          | 4313     |
| 174 | Појединачна домаћинства која имају тоалет                                                        | 6324     |
| 175 | Појединачна домаћинства која имају канализацију                                                  | 3771     |
| 176 | Појединачна домаћинства која немају канализацију                                                 | 2784     |
| 177 | Појединачна домаћинства која имају електрично светло, довод воде из јавне мреже и канализацију   | 944      |
| 178 | Појединачна домаћинства без икаквих услова                                                       | 312      |
| 179 | Појединачна домаћинства која имају радио                                                         | 4633     |
| 180 | Појединачна домаћинства која имају телевизор                                                     | 5781     |
| 181 | Појединачна домаћинства која имају фрижидер                                                      | 4700     |
| 182 | Појединачна домаћинства која имају машину за веш                                                 | 3306     |
| 183 | Појединачна домаћинства која имају аутомобил или комби                                           | 899      |
| 184 | Појединачна домаћинства која имају рачунар                                                       | 438      |
| 185 | Појединачна домаћинства која имају фиксну телефонску линију                                      | 773      |
| 186 | Појединачна домаћинства која имају мобилни телефон                                               | 2648     |
| 187 | Појединачна домаћинства која имају приступ интернету                                             | 206      |